# Neoplocaederus conradti
Neoplocaederus conradti är en skalbaggsart som först beskrevs av Hermann Julius Kolbe 1894.  Neoplocaederus conradti ingår i släktet Neoplocaederus och familjen långhorningar.
Artens utbredningsområde är Djibouti. Inga underarter finns listade i Catalogue of Life.